# Памятник Джавахарлалу Неру
Па́мятник Джавахарла́лу Не́ру — памятник первому премьер-министру Индии Джавахарлалу Неру, сыгравшему большую роль в становлении дружеских отношений между его страной и СССР. Монумент установлен в 1996 году на площади Джавахарлала Неру на пересечении Ломоносовского проспекта и улицы Николая Коперника рядом с Большим Московским цирком. Бронзовая скульптура изображает политика, сидящего в кресле. Он опирается подбородком на кисти рук, взгляд задумчивый и устремлён вдаль. Статуя помещена на постамент с надписью: «Джавахарлалу Неру». Авторами проекта являлись скульпторы Дмитрий и Александр Рябичевы, архитектор Э. Руса и дизайнер М. Киреев.

## История
Работа над памятником началась в 1995 году, но скульптор Дмитрий Рябичев умер, не успев его завершить. Статую заканчивал его сын — Александр.
Торжественное открытие состоялось в 1996-м. На церемонии присутствовал действующий премьер-министр Индии Хараданахалли Доддеговда Деве Говда.
В 2014 году директор Большого Московского цирка Эдгард Запашный предпринял неудачную попытку перенести памятник, обратившись к комиссии Мосгордумы по культуре и массовым коммуникациям:
В сквере возле цирка находится памятник Неру. Он восседает на троне и для Большого московского цирка не сделал ничего. И те 700 тысяч, посещающих ежегодно Большой московский цирк, идут и думают, что он и построил его, потому что торжественно восседает на троне.
В 2017 году памятник отремонтировали.